# Elecciones provinciales de Los Ríos de 2014
Las elecciones provinciales de Los Ríos de 2014 hacen referencia al proceso electoral que se llevó a cabo el 23 de febrero del 2014. Las elecciones provinciales determinaron, por sufragio directo de los electores, las dignidades que encabezarían el consejo provincial por un período de cuatro años comprendidos entre el 2014 y el 2019. Se eligió a un prefecto y viceprefecto en binomio electoral para el período 2014/19.

## Antecedentes
Las elecciones se llevaron a cabo en un contexto de gobierno de Rafael Correa, el jefe del movimiento oficialista Alianza PAIS, que contaba con una muy elevada popularidad del país trás obtener una victoria aplastante en las pasadas elecciones presidenciales. Sin embargo, en provincias históricamente dominadas por los actores locales, incluso en Los Ríos, la competencia entre los movimientos provinciales y nacionales era ágil.
En la Provincia de Los Ríos, el movimiento oficialista Alianza PAIS, contraponía no solo a los partidos nacionales, sino a una coalición provincial opositora integrada por los distintos movimientos políticos que existían. Así la coalición que representaba la oposición provincial se mostraba integrada por el Partido Social Cristiano (PSC), el Movimiento CREO, el Partido Sociedad Patriótica (PSP), el PRIAN, el Partido Roldosista Ecuatoriano (PRE) y el partido SUMA, quienes intentarían aglutinarse a la búsqueda del voto en contra del dominio del oficialismo en la Provincia de Los Ríos.

## Candidaturas
| Lista | Lista          | Logo | Partido / Movimiento | Prefecto                               | Viceprefecto                     |
| ----- | -------------- | ---- | --- | -------------------------------------- | -------------------------------- |
|       | 6 3 21 7 10 23 |      | Partido Social Cristiano Partido Sociedad Patriótica Movimiento CREO Partido Renovador Institucional Acción Nacional Partido Roldosista Ecuatoriano Partido SUMA | Gissel Iliana Rosado León              | Angel Rolando Ferán Muñoz        |
|       | 8              |      | Partido Avanza | Fabián Fernando Lopez Zavala           | Narcisa Eugenia Palacios Pazmiño |
|       | 2              |      | Movimiento Popular Democrático | Sixto Guillermo David Campozano Bermeo | Tatiana Amanda Tello Rojas       |
|       | 10             |      | Partido Socialista-Frente Amplio | Roberto Alex Castro Gutiérrez          | Grace Luz Bustamante Moreno      |
|       | 35             |      | Alianza PAIS | Marco Stalin Troya Fuertes             | Maria Vanessa Delgado Cruz       |

## Resultados
|  | 61.20 % |

|  | 17.43 % |

|  | 14.54 % |

|  | 3.93 % |

|  | 2.91 % |

|  | 100 % |

Fuente:

### Resultado por Cantón
|  | 68.34 % |

|  | 11.72 % |

|  | 4.85 % |

|  | 4.47 % |

|  | 10.63 % |

|  | 48.90 % |

|  | 43.03 % |

|  | 4.49 % |

|  | 2.11 % |

|  | 1.46 % |

|  | 56.59 % |

|  | 4.47 % |

|  | 36.15 % |

|  | 1.55 % |

|  | 1.24 % |

|  | 63.22 % |

|  | 12.83 % |

|  | 17.02 % |

|  | 5.15 % |

|  | 1.78 % |

|  | 69.72 % |

|  | 15.93 % |

|  | 8.65 % |

|  | 3.30 % |

|  | 2.40 % |

|  | 68.92 % |

|  | 11.18 % |

|  | 11.99 % |

|  | 3.01 % |

|  | 4.89 % |

|  | 63.31 % |

|  | 6.90 % |

|  | 18.51 % |

|  | 9.56 % |

|  | 1.73 % |

|  | 62.43 % |

|  | 11.10 % |

|  | 21.96 % |

|  | 1.83 % |

|  | 2.68 % |

|  | 53.28 % |

|  | 23.94 % |

|  | 8.63 % |

|  | 1.24 % |

|  | 12.92 % |

|  | 66.73 % |

|  | 12.84 % |

|  | 7.67 % |

|  | 8.81 % |

|  | 3.95 % |

|  | 82.93 % |

|  | 9.37 % |

|  | 4.61 % |

|  | 1.50 % |

|  | 1.58 % |

|  | 71.71 % |

|  | 10.65 % |

|  | 6.78 % |

|  | 6.70 % |

|  | 4.16 % |

|  | 56.67 % |

|  | 17.43 % |

|  | 14.87 % |

|  | 10.81 % |

|  | 3.08 % |

Fuente: